# Голокост у Полтаві
Голоко́ст у Полта́ві – це систематичне винищення євреїв на території міста Полтави, окупованого нацистською Німеччиною у роки Другої світової війни.

## Ситуація напередодні Другої світової війни
Згідно з переписом населення, проведеним у 1939 р. у Полтавській області проживало 46 928 євреїв, з них у місті Полтава проживало 12 860 євреїв. Певна кількість євреїв, які були спеціалістами на заводах, членами партії встигли евакуюватися на схід. Загалом, напередодні приходу нацистів до Полтави встигло евакуюватися від 50 до 70% від загальної кількості євреїв міста.

## Окупація Полтави. Голокост
Згідно з адміністративним поділом, який встановили нацисти, Полтава входила до генеральної округи Київ – адміністративно-територіальна одиниця Райхскомісаріату Україна. Місто було окуповане 18 вересня 1941 р. Перші вбивства євреїв у Полтаві відбулися 22 вересня. Наприкінці вересня у місто прибула зондеркоманда 4б, яка перебувала там до початку листопада 1941 року і за цей час розстріляла декілька сотень євреїв. 17 листопада у Полтаву прибув загін зондеркоманди 4а, який 23 листопада розстріляв 1538 євреїв. 
У документах Комісії із розслідування злочинів фашистів зазначалося, що «після двох місяців грабежів, знущань фашистська влада створила єврейський комітет і поклала на нього обов’язки реєстрації єврейського населення». Згідно з цими документами, у вересні 1941 року було зареєстровано 2 тис. «чоловік дорослого населення». А, згідно з повторною реєстрацією, у листопаді того ж року виявлено разом із дітьми 3 тис. чоловік.
Вже у жовтні (з 4 по 30 жовтня) солдати зондеркоманди 4б (командир – штурмбаннфюрер СС Гюнтер Геррман, а з жовтня 1941 р. – штурмбаннфюрер СС Фріц Брауне) вбили 723 єврея. А в період з 31 жовтня до 5 листопада 1941 р. – ще 137 євреїв, всього 860 євреїв.
Також восени 1941 р. євреї Полтави були переселені на вулицю Шолом Алейхема. Там було створене відкрите гетто. 22 листопада по місту було розповсюджені повідомлення такого змісту:
«Все жиди с целью переселения должны 23 ноября 1941 г. В 8 часов утра явиться в конец улицы Пушкаревской, имея при себе: паспорт и другие документы, ценные вещи и деньги; теплую одежду, продукты на три дня. Кто не явится из жидов и будет прятаться, а также те, кто будет прятать, будут расстреляны» . 
У радянському звіті про це повідомляється:
«Всех евреев города собрали 23 ноября 1941 г. На окраине города, на улице Пушкинской, чтобы «переселить их в другое место»… Их застрелили и трупы сбросили в противотанковый ров. Детей бросали в яму живыми. Всю ночь жители города слышали стоны умирающих людей, которых закопали живьем» .
Жінка, якій вдалося врятуватися від цієї акції, відзначала:
«Немцы распространили в Полтаве слухи, будто евреев отправят в Палестину…вывесили обьявления от имени коменданта города, в которых говорилось: «Завтра, в 7 утра, всем евреям собраться на улице Пушкинской… Пушкинская улица, находившаяся напротив кладбища, была огорожена колючей проволкой, по обе стороны стояли эсэсовцы и местные полицейские…Евреям велели войти в ворота кладбища…и встать рядом с выкопанными ямами. Акция началась…».
Місцеві мешканці Полтави стосовно акції 23 листопада зазначали, що у євреїв відібрали коштовності, гроші, одяг, взуття і розстріляли. А трупи кидали в рів колишнього стрільбища. Дітям змазували губи і під носом отруйною рідиною, а найменших кидали в рів живими. Цілу ніч мешканці околиці, де відбулися розстріли, чули стогін засипаних землею вмираючих людей.
Дослідник Голокосту на Полтавщині Анатолій Мучник у своїй праці встановлює маршрут, по якому вели євреїв 23 листопада: «німці і поліція вели людей великими групами по вулиці Кобеляцькій, у районі Кобищанів, що на окраїні Полтави, на край, де розташовувалося військове стрільбище з пороховим складом. Групами по 2-3 десятки підводили людей до протитанкового рову і розстрілювали» . Також дослідник зазначає, що точно відомо, що під час цієї акції жертвами стали багато людей зі змішаних сімей. На сьогодні встановлено імена близько 300 євреїв, які загинули під час цієї акції, решта імен залишаються невідомими.
У рапорті айнзацгруп було зазначено, що кількість убитих в акції 23 листопада складала 1 538 людей і «их одежда была передана бургомистру Полтавы, который при разделе одежды отдал предпочтение этническим немцам».
У Полтаві розстріли невеликих за кількістю груп євреїв відбувалися і в 1942-1943 рр. Всього за період окупації у Полтаві було вбито більше 2500 євреїв.
Зі свідчень Квальвасера Адольфа, який під час окупації залишився зі своєю сім’єю у Полтаві, дізнаємося, що: «в Красных Казармах держали военнопленных, а рядом был Яр- большая яма, сейчас Братская могила, где расстреливали всех пленных и евреев. Вскоре появились карательные отряды, и начались повальные расстрелы евреев. Чтобы семья не пошла под расстрел, мы переехали на ул. Катериновскую, 48 (сейчас Розы Люксембург), где не знали, что мой отец еврей. Это было 30 июня 1942 года, однако это не гарантировало сохранения жизни, и мы разбежались, кто куда».
Більше інформації про те, як реалізувався Голокост у Полтаві можна почерпнути з «вироку суду присяжних Дюссельдорф від 12 січня 1973 р.» Фріцу Брауне, який був членом зондеркоманди 4б. У вироці зазначалося:

«Обвиняемый Брауне обвиняется в том, что в Полтаве приказал провести минимум 4 небольшие акции по расстрелу, жертвами которых всякий раз были минимум 15 человек и притом в основном евреи. Тремя этими казнями будто бы руководил сам обвиняемый и при этом собственноручно застрелил несколько жертв […] Суд присяжных установил следующее: Во время длительного пребывания команды в Полтаве при участии местной милиции были проведены розыски евреев, руководителей-коммунистов, партизан. Саботажников и прочих подозрительных лиц. Арестованные были заключены во временную тюрьму и допрошены. В зависимости от результата допроса предписывалась или казнь или освобождение. Решение об этом принимал обвиняемый Брауне […] При этом достаточно было малейшего подозрения во враждебной деятельности против немецкой оккупационной власти, чтобы дать распоряжение о расстреле. Еврейских жителей убивали вообще без всякого допроса и без проверки каких-либо подозрительных моментов. Так как временная тюрьма была относительно небольшой и не вмещала всех арестованных командой местных жителей, арестованные время от времени подвергались казни только для того, чтобы избежать переполнения камер. 
Во исполнение приказов об истреблениях верховного руководства в городе по указаниям обвиняемого Брауне минимум в трех случаях были произведены расстрелы заключенных […] При этом всякий раз речь шла минимум о 15 заключенных, среди которых каждый раз было не менее 8 евреев […]». 

Також у вироці зазначалося, що Фріц Брауне дав розпорядження убити 200-300 пацієнтів психіатричної лікарні поблизу Полтави. Деяким пацієнтам попередньо були введені ін’єкції, щоб їх можна було транспортувати, пацієнтів також переодягнули у їхній «цивільний» одяг. Медичному персоналу лікарні було повідомлено, що лікарня готується до переїзду до Харкова. Пацієнтів вивезли до лісу, де попередньо були викопані ями. Жертв змусили лягати у яму обличчям донизу і після цього пострілами в потилицю їх вбивали. Наступна «партія» пацієнтів мала лягати на уже вбитих і сценарій повторювався.
Під час нацистської окупації були сплюндровані єврейські цвинтарі. Так, наприклад у газеті «Голос Полтавщини», яка виходила в період окупації зазначалося: «Організації та приватні особи, яким потрібні плити та цегельний щебінь, можуть отримати його з жидівського кладовища. З заявками на одержання дозволу треба звернутися до будівельного відділу бургомістрату. П. Галанін – бургомістр м. Полтави» .
Софія Забрамна (до шлюбу Едлін), яка народилася у Полтаві, а після окупації повернулася сюди, у своїх свідченнях зазначала: «В Полтаве существует скорбное для еврейского народа место в районе бывшего стрельбища – это место расстрела евреев 23 ноября 1941 года. 
В 1975 году по инициативе архитектора Л. С. Вайнгорта и ленинградского скульптора А. Н. Черницкого был создан памятник расстрелянным возле братской могилы («Скорбящая мать». Он представляет собой бетонную стелу у подножья задернованного кургана. На ней надпись: «Пам’ять про Вас в наших серцях». С левой стороны стелы установлен бюст «Скорбящая мать». Ежегодно, 9 мая и 23 ноября, еврейская община здесь чтит память погибших» . 

## Праведники народів світу Полтави
За даними, які наведені у довіднику «Праведники народів світу» за ред. Ігоря Щупака, вісім жителів Полтави були нагороджені званням «Праведник народів світу», це зокрема: Захарченко Валентина (рік присвоєння звання 1993), Захарченко Микола (1993), Руснак Тетяна (1998), Тацюй Василь (2015), Тацюй Ольга (2015), Фєдосєєв Олексій (2012), Фєдосєєва Уляна (2012), Філянська Наталя (1996) . Важливо відзначити, що кількість Праведників не відображає повний обяг допомоги, що надавався євреям з боку неєврейського населення. Оскільки критерії Яд Вашем для удостоєння званням «Праведник народів світу» є досить жорсткими і часто людина, яка була врятована, або свідки вже померли.
Загалом, найпоширенішими видами допомоги, які надавали євреям місцеві жителі Полтавщини були:
- надання притулку та допомога в пошуку притулку;
- надання предметів першої необхідності;
- надання неправдивих свідчень представникам влади;
- надання або сприяння отриманню фальшивих документів;
- своєчасне інформування євреїв про заходи окупаційної влади щодо них[19].